# Vate
Le vate ou ovate, dans la société celtique protohistorique, est un membre de la classe sacerdotale au même titre que les druides et les bardes. Le vate étant un devin, il s’occupe plus particulièrement du culte, de la divination et de la médecine. Les femmes participent à cette fonction de prophétie (telles les Gallisenae de l’Île-de-Sein).
Leur nom uati- (latin vatis, grec ouateis) est un mot d’origine gauloise,  qui désigne un devin, un prophète, un oracle. Il correspond au gallois gwawd, et à l’irlandais fàith. La racine *uat- a également donné le germanique Wotan (Odin chez les Scandinaves). Le mot se retrouve chez Strabon (IV, 4, 4), Pline (Histoire naturelle XXX, 13), Lucain (Pharsale I, 448), Ammien Marcellin (XV, 9) et, avant lui, Timagène. Le verbe vaticiner (du latin vaticinari) est de la même famille.

## La société celtique
Les sources grecques et romaines, complétées et enrichies par les récits mythologiques irlandais du Moyen Âge, nous ont révélé la structure de la société celtique. Conformément au schéma de l’idéologie tripartite des Indo-Européens, telle qu’elle a été développée par Georges Dumézil, celle-ci se compose de trois classes aux fonctions bien définies : 
- La classe sacerdotale qui possède le savoir et fait la loi ; elle administre le sacré et le religieux
- La classe guerrière qui gère les affaires militaires sous le commandement du roi
- La classe des producteurs (artisans, agriculteurs, éleveurs, etc.) qui doit subvenir aux besoins de l’ensemble de la société et en priorité ceux des deux autres classes.

## La classe sacerdotale
- le mot druide est un terme générique qui s’applique à tous les membres de la classe sacerdotale, dont les domaines d’attribution sont la religion, le sacrifice, la justice, l’enseignement, la poésie, la divination, etc. Une première catégorie s’occupe plus particulièrement de la « théologie ».
- le barde est spécialisé dans la poésie orale et chantée, son rôle est de faire la louange, la satire ou le blâme (voir geis et glam dicinn).
- le vate est un devin, il s’occupe plus particulièrement du culte, de la divination et de la médecine. Les femmes participent à cette fonction de prophétie (telles les Gallisenae de l’Île-de-Sein).

## Le rôle du vate
Appartenant à la classe sacerdotale, le vate est un druide (de « dru-wid-es » qui signifie « très savants ») qui, dans la hiérarchie, appartient à la troisième spécialité, aux côtés des « théologiens » et des bardes. Ses fonctions sont donc obligatoirement religieuses pour des domaines qui de nos jours relèvent du profane. Le vate était chargé des domaines de la divination, de la voyance et de la médecine (magique, sanglante et végétale). Ses pratiques divinatoires et prophétiques s’apparentent à une forme poétique (récitations, incantations).
Le Néo-druidisme contemporain, créé au XVIIIe siècle, reprenant les trois spécialités de l’Antiquité, a transformé le mot vate en ovate (irlandais oibid, gallois ofydd, breton oviz), à la suite d'une erreur de compréhension du nom grec d’Ovide.

## Utilisation du terme en grec
Ovate est le mot grec pour vate.